# Río Fontano
El Fontano es un río internacional que nace en España y pasa por la localidad zamorana de Rihonor. Tras cruzar la frontera con Portugal, la denominación de este río cambia a río Onor, nombre idéntico al de la localidad trasmontana fronteriza de Río de Onor. El río Onor se dirige hacia el Sur, hasta desembocar en el Río Sabor en las proximidades de Braganza.